# Liste der denkmalgeschützten Objekte in Srby u Horšovského Týna
Grundlage dieser Liste der denkmalgeschützten Objekte in Srby u Horšovského Týna ist die ÚSKP-Liste (Ústřední seznam kulturních památek České republiky, deutsch Zentrale Liste der Kulturdenkmäler der Tschechischen Republik), die von der tschechischen Denkmalschutzbehörde NPÚ (Národní památkový ústav, deutsch Nationale Denkmalbehörde) seit 1987 geführt wird und an die seit dem Jahr 1850 geschaffenen Listen anschließt.

## Denkmalgeschützte Objekte nach Ortsteilen

### Srby u Horšovského Týna
| Lage                                                        | Objekt                     | Beschreibung                         | ÚSKP-Nr.                  | Bild           |
| ----------------------------------------------------------- | -------------------------- | ------------------------------------ | ------------------------- | -------------- |
| Srby, auf dem Südufer der Radbuza (Standort)                | Kirche Johannes der Täufer | barock, erbaut 1774, vergrößert 1878 | 28589/4-2207 Info Katalog | weitere Bilder |
| Srby, Dorfplatz, auf der Brücke über die Radbuza (Standort) | Nepomukkapelle             |                                      | 29631/4-2208 Info Katalog | weitere Bilder |

### Medná
| Lage                                          | Objekt                       | Beschreibung                         | ÚSKP-Nr.                  | Bild |
| --------------------------------------------- | ---------------------------- | ------------------------------------ | ------------------------- | ---- |
| in Wald 1 Kilometer nordwestlich von Medná () | Vorgeschichtliche Grabstätte | archäologische Spuren, Hallstattzeit | 41569/4-4030 Info Katalog |      |

### Polžice
| Lage                             | Objekt                  | Beschreibung | ÚSKP-Nr.                  | Bild           |
| -------------------------------- | ----------------------- | ------------ | ------------------------- | -------------- |
| Polžice 8 Dorfplatz (Standort)   | Bauernhof               |              | 34833/4-2212 Info Katalog | Bauernhof      |
| Polžice Dorfplatz (Standort)     | Kapelle Heiliger Petrus |              | 34676/4-2209 Info Katalog | weitere Bilder |
| Polžice 17, Dorfplatz (Standort) | Bauernhof               |              | 45047/4-2213 Info Katalog | Bauernhof      |
| Polžice 6, Dorfplatz (Standort)  | Bauernhof               |              | 28158/4-2211 Info Katalog | Bauernhof      |
| Polžice 4, Dorfplatz (Standort)  | Bauernhof               |              | 14525/4-2210 Info Katalog | Bauernhof      |